# Équipe de Belgique de football en 1991
Maillots
Chronologie
Saison précédente Saison suivante
L'équipe de Belgique de football dispute en 1991 les éliminatoires du Championnat d'Europe en Suède.

## Objectifs
Le seul objectif de la saison pour la Belgique est de tenter de se qualifier pour l'Euro 1992 en Suède, toutefois elle a sans doute déjà hypothéqué ses chances lors du match d'ouverture en allant perdre au pays de Galles (3-1) en  octobre 1990 car la seule place qualificative semble résolument dévolue à l'Allemagne, récemment unifiée et championne du monde en titre.

## Résumé de la saison
La sélection belge renouvèle son effectif à l'entame des éliminatoires de l'Euro 1992. Dans un groupe difficile comprenant notamment les champions du monde allemands, la Belgique termine troisième et est éliminée. Après un bref interim effectué par Walter Meeuws, désigné comme son successeur par la fédération, Guy Thys, le sélectionneur emblématique de l'équipe depuis 1976, décide de prendre sa retraite de manière définitive et passe le relais à l'ancien international Paul Van Himst.

## Bilan de l'année
La campagne est un échec, reléguée à 5 points de la seule place qualificative, la Belgique termine à la 3e place de son groupe qualificatif et manque l'Euro pour la deuxième fois consécutive.

### Championnat d'Europe 1992

#### Éliminatoires (Groupe 5)
| Rang | Équipe         | Pts | J | G | N | P | Bp | Bc | Diff |  | Résultats (▼ dom., ► ext.) |     |     |     |     |
| ---- | -------------- | --- | - | - | - | - | -- | -- | ---- |  | -------------------------- | --- | --- | --- | --- |
| 1    | Allemagne      | 10  | 6 | 5 | 0 | 1 | 13 | 4  | +9   |  | Allemagne                  |     | 4-1 | 1-0 | 4-0 |
| 2    | Pays de Galles | 9   | 6 | 4 | 1 | 1 | 8  | 6  | +2   |  | Pays de Galles             | 1-0 |     | 3-1 | 1-0 |
| 3    | Belgique       | 5   | 6 | 2 | 1 | 3 | 7  | 6  | +1   |  | Belgique                   | 0-1 | 1-1 |     | 3-0 |
| 4    | Luxembourg     | 0   | 6 | 0 | 0 | 6 | 2  | 14 | -12  |  | Luxembourg                 | 2-3 | 0-1 | 0-2 |     |

- Sélection qualifiée pour l'Euro 1992

## Les matchs
| Match amical                                                     | Italie  | 0 - 0   | Belgique | Stadio Libero Liberati Terni, Italie                |                                                     |
| 13 février 1991 · 20:15 heure locale · Historique des rencontres |         | (0 – 0) |          | Spectateurs : 20 788 Arbitrage : Stavros Zakestidis | Spectateurs : 20 788 Arbitrage : Stavros Zakestidis |
| 13 février 1991 · 20:15 heure locale · Historique des rencontres | Rapport |         |          | Spectateurs : 20 788 Arbitrage : Stavros Zakestidis | Spectateurs : 20 788 Arbitrage : Stavros Zakestidis |

| Championnat d'Europe 1992 Éliminatoires - Groupe 5               | Belgique                                   | 3 - 0   | Luxembourg | Stade Constant Vanden Stock Anderlecht, Belgique |                                                |
| 27 février 1991 · 20:00 heure locale · Historique des rencontres | Vandenbergh 7e · Ceulemans 16e · Scifo 35e | (3 – 0) |            | Spectateurs : 11 105 Arbitrage : Loḯzos Loḯzou   | Spectateurs : 11 105 Arbitrage : Loḯzos Loḯzou |
| 27 février 1991 · 20:00 heure locale · Historique des rencontres | Rapport                                    |         |            | Spectateurs : 11 105 Arbitrage : Loḯzos Loḯzou   | Spectateurs : 11 105 Arbitrage : Loḯzos Loḯzou |

| Championnat d'Europe 1992 Éliminatoires - Groupe 5            | Belgique    | 1 - 1   | Pays de Galles | Stade Constant Vanden Stock Anderlecht, Belgique        |                                                         |
| 27 mars 1991 · 20:00 heure locale · Historique des rencontres | Degryse 48e | (0 – 0) | Saunders 60e   | Spectateurs : 18 591 Arbitrage : Emilio Soriano Aladrén | Spectateurs : 18 591 Arbitrage : Emilio Soriano Aladrén |
| 27 mars 1991 · 20:00 heure locale · Historique des rencontres | Rapport     |         |                | Spectateurs : 18 591 Arbitrage : Emilio Soriano Aladrén | Spectateurs : 18 591 Arbitrage : Emilio Soriano Aladrén |

| Championnat d'Europe 1992 Éliminatoires - Groupe 5            | Allemagne | 1 - 0   | Belgique | Niedersachsenstadion Hanovre, Allemagne         |                                                 |
| 1er mai 1991 · 18:15 heure locale · Historique des rencontres |           | (1 – 0) |          | Spectateurs : 52 363 Arbitrage : Zoran Petrović | Spectateurs : 52 363 Arbitrage : Zoran Petrović |
| 1er mai 1991 · 18:15 heure locale · Historique des rencontres | Rapport   |         |          | Spectateurs : 52 363 Arbitrage : Zoran Petrović | Spectateurs : 52 363 Arbitrage : Zoran Petrović |

| Championnat d'Europe 1992 Éliminatoires - Groupe 5                 | Luxembourg | 0 - 2   | Belgique                | Stade Municipal Luxembourg-Ville, Grand-Duché de Luxembourg |                                             |
| 11 septembre 1991 · 20:00 heure locale · Historique des rencontres |            | (0 – 1) | Scifo 25e · Degryse 49e | Spectateurs : 6 872 Arbitrage : Rémi Harrel                 | Spectateurs : 6 872 Arbitrage : Rémi Harrel |
| 11 septembre 1991 · 20:00 heure locale · Historique des rencontres | Rapport    |         |                         | Spectateurs : 6 872 Arbitrage : Rémi Harrel                 | Spectateurs : 6 872 Arbitrage : Rémi Harrel |

| Match amical                                                    | Hongrie | 0 - 2   | Belgique              | Stade Sóstói Székesfehérvár, Hongrie                   |                                                        |
| 9 octobre 1991 · 20:00 heure locale · Historique des rencontres |         | (0 – 1) | Emmers 8e · Scifo 77e | Spectateurs : 7 000 Arbitrage : Itzhak Ben Itzhak (hu) | Spectateurs : 7 000 Arbitrage : Itzhak Ben Itzhak (hu) |
| 9 octobre 1991 · 20:00 heure locale · Historique des rencontres | Rapport |         |                       | Spectateurs : 7 000 Arbitrage : Itzhak Ben Itzhak (hu) | Spectateurs : 7 000 Arbitrage : Itzhak Ben Itzhak (hu) |

| Championnat d'Europe 1992 Éliminatoires - Groupe 5                | Belgique | 0 - 1   | Allemagne  | Stade Constant Vanden Stock Anderlecht, Belgique |                                                |
| 20 novembre 1991 · 20:00 heure locale · Historique des rencontres |          | (0 – 1) | Völler 16e | Spectateurs : 16 138 Arbitrage : Tullio Lanese   | Spectateurs : 16 138 Arbitrage : Tullio Lanese |
| 20 novembre 1991 · 20:00 heure locale · Historique des rencontres | Rapport  |         |            | Spectateurs : 16 138 Arbitrage : Tullio Lanese   | Spectateurs : 16 138 Arbitrage : Tullio Lanese |

## Les joueurs
| Joueurs                | Joueurs               | Amical | QCE 1992 | QCE 1992 | QCE 1992 | QCE 1992 | Amical  | QCE 1992 |
| ---------------------- | --------------------- | ------ | -------- | -------- | -------- | -------- | ------- | -------- |
| Gardiens de but        |                       |        |          |          |          |          |         |          |
| Michel Preud'homme     | KV Malines            | 90     | 90       | 90       | 90       | 90       | 90      | 90       |
| Gilbert Bodart         | Standard de Liège     | r      | r        |          | r        |          |         |          |
| Filip De Wilde         | RSC Anderlechtois     |        |          | r        |          | r        | r       | r        |
| Défenseurs             |                       |        |          |          |          |          |         |          |
| Eric Gerets            | PSV Eindhoven         | 90     |          | 90       |          |          |         |          |
| Georges Grün           | Parme AC              | 90     | 90       | 90       | 90       | 75e      | 90      | 90       |
| Philippe Albert        | KV Malines            | 90     | 90 36e   | 90       | 90 25e   |          | 90 29e  | 90 78e   |
| Michel De Wolf         | RSC Anderlechtois     | 90     | r        |          |          |          |         |          |
| Marc Emmers            | KV Malines            | 90     | 90       |          | 90       | 90       | 75e     | 90       |
| Frank Dauwen           | KAA La Gantoise       | 71e    | 90       | r        | r        | 80e      |         | r        |
| Dirk Medved            | KAA La Gantoise       | r      | r        |          |          | 75e      | 90      | 46e      |
| Leo Clijsters          | KV Malines            |        |          | 90 61e   |          |          |         |          |
| Bertrand Crasson       | RSC Anderlechtois     |        |          |          | 90       |          |         |          |
| Stéphane Demol         | Standard de Liège     |        |          |          |          | 80e      | 90      | 46e      |
| Vital Borkelmans       | Club Bruges KV        |        |          |          |          | 90       | 75e     | 90       |
| Milieux                |                       |        |          |          |          |          |         |          |
| Bruno Versavel         | KV Malines            | 90     | 90       | 90 86e   | 90       |          |         |          |
| Jan Ceulemans          | Club Bruges KV        | 46e    | 90       |          |          |          |         |          |
| Lorenzo Staelens       | Club Bruges KV        | 71e    | r        | r        | r        | 90       | 75e     | r        |
| Enzo Scifo             | AJ Auxerre            |        | 90       | 90       | 90       | 90       | 90e 58e | 90       |
| Franky Van der Elst    | Club Bruges KV        |        |          | 90       | 90       | 90       | 90      |          |
| Joël Bartholomeeussen  | Germinal Ekeren       |        |          | r        |          |          |         |          |
| Patrick Vervoort       | Girondins de Bordeaux |        |          |          | 90       | 90       |         |          |
| Danny Boffin           | RSC Anderlechtois     |        |          |          |          | r        | 75e     | 90       |
| Stephan Van der Heyden | Club Bruges KV        |        |          |          |          | r        | 90e     |          |
| Johan Walem            | RSC Anderlechtois     |        |          |          |          |          |         | 90       |
| Attaquants             |                       |        |          |          |          |          |         |          |
| Marc Degryse           | RSC Anderlechtois     | 90     | 90       | 90       | 90       | 90       |         | 90       |
| Erwin Vandenbergh      | KAA La Gantoise       | 90     | 90       | 90       |          |          |         |          |
| Marc Wilmots           | KV Malines            | 46e    | 90       | 90       | 77e      |          | 80e     | 71e      |
| Gunther Hofmans        | Germinal Ekeren       |        | r        | r        | r        |          |         |          |
| Luc Nilis              | RSC Anderlechtois     |        |          |          | 77e      | 90       | 90      | 71e      |
| Francis Severeyns      | KV Malines            |        |          |          |          |          | 80e     |          |

Un « r » indique un joueur qui était parmi les remplaçants mais qui n'est pas monté au jeu.
1. 1 2 3 4 5 6  Dernière sélection officielle pour le joueur.
2. 1 2 3 4 5  Première sélection officielle pour le joueur.

## Aspects socio-économiques

### Couverture médiatique
| Jour de diffusion | Match                     | Compétition          | Diffuseur francophone | Diffuseur néerlandophone |
| ----------------- | ------------------------- | -------------------- | --------------------- | ------------------------ |
| 13 février 1991   | Italie - Belgique         | Amical               | non diffusé           | BRTN                     |
| 27 février 1991   | Belgique - Luxembourg     | Championnat d'Europe | RTBF                  | BRTN                     |
| 27 mars 1991      | Belgique - Pays de Galles | Championnat d'Europe | RTBF                  | BRTN                     |
| 1er mai 1991      | Allemagne - Belgique      | Championnat d'Europe | RTBF                  | VTM                      |
| 11 septembre 1991 | Luxembourg - Belgique     | Championnat d'Europe | RTBF                  | BRTN                     |
| 9 octobre 1991    | Hongrie - Belgique        | Amical               | RTBF                  | non diffusé              |
| 20 novembre 1991  | Belgique - Allemagne      | Championnat d'Europe | RTBF                  | VTM                      |

Source : Programme TV dans Gazet van Antwerpen.

## Sources

### Archives
1. ↑  (nl) « Concentra online archief », sur krantenarchief.concentra.be, Mediahuis.